# Rockwell (zanger)
Rockwell (geboren als Kennedy William Gordy, Detroit, 15 maart 1964) is een Amerikaanse popzanger. Rockwell verwierf wereldfaam in 1984, toen hij een hit scoorde met Somebody's Watching Me. De vocals in het refrein werden ingezongen door Michael en Jermaine Jackson.
Rockwell is een van de zeven kinderen van Berry Gordy Jr., de oprichter van het Motown Label. Zijn halfzus Hazel was destijds getrouwd met Jermaine Jackson.
In Nederland was Somebody's Watching Me op vrijdag 17 februari 1984 Veronica Alarmschijf op Hilversum 3 en werd een grote hit. De plaat stond 11 weken genoteerd in de Nederlandse Top 40 en bereikte de 2e positie. Ook in de TROS Top 50 werd de 2e positie bereikt en in de Nationale Hitparade de 4e positie.
DJ Bobo gebruikte de melodie van het refrein voor zijn hit Somebody Dance With Me, in 1993. Hoewel de overeenkomsten duidelijk zijn, en de titels ook gelijkenissen tonen, wordt noch Rockwell, noch Michael Jackson gecrediteerd voor het gebruik van de zanglijn.
In 2006 bracht Beatfreakz een coverversie uit van de plaat.

## Discografie

### Albums
- Somebody's Watching Me (1984)
- Captured (1985)
- The Genie (1986)

### Singles
| Single met eventuele hitnotering(en) in de Nederlandse Top 40 | Datum van verschijnen | Datum van binnenkomst | Hoogste positie | Aantal weken | Opmerkingen                                                                            |
| ------------------------------------------------------------- | --------------------- | --------------------- | --------------- | ------------ | -------------------------------------------------------------------------------------- |
| Somebody's Watching Me                                        | 1983                  | 25-02-1984            | 2               | 11           | #2 in de TROS Top 50 / #4 in de Nationale Hitparade / Veronica Alarmschijf Hilversum 3 |

| Single met hitnotering(en) in de Vlaamse Ultratop 50 | Datum van verschijnen | Datum van binnenkomst | Hoogste positie | Aantal weken | Opmerkingen |
| ---------------------------------------------------- | --------------------- | --------------------- | --------------- | ------------ | ----------- |
| Somebody's Watching Me                               | 16-12-1983            | 25-02-1984            | 1               | 12           |             |

- He's A Cobra (Promo) (1984)
- Obscene Phone Caller (1984)
- Foreign Country (1984)
- Taxman (1984)
- He's A Cobra (1985)
- Peeping Tom (1985)
- Tokyo (1985)
- Carmé (1986)
- Grow Up (1986)
- Carmé / Somebody's Watching Me (1986)
- Girlfriend (1991)